# 7 (Keen'V)
7 è il settimo album di Keen'V, pubblicato il 7 luglio 2017.

## Tracce
1. Donne-moi un son – 3:20
2. Elle a – 3:06
3. Le plus beau des cadeaux (feat. Lorelei.B) – 3:30
4. Privilégié – 3:19
5. Le chemin de la vie – 3:27
6. Le jour se lève – 3:22
7. Une semaine avec elle – 3:25
8. Un métier sérieux – 3:14
9. Je vais te faire (feat. Timoys) – 3:57
10. La c'est trop – 3:18
11. Je n'y arriverai pas – 3:50
12. N'importe quoi – 3:10
13. Rendez-vous (feat. Nawaach) – 3:26
14. Ne l'oublie jamais – 3:12
15. Tous les soirs (Bonus Track) – 3:14
16. Tant que la musique (Bonus Track) – 3:00